# 앤 길리스

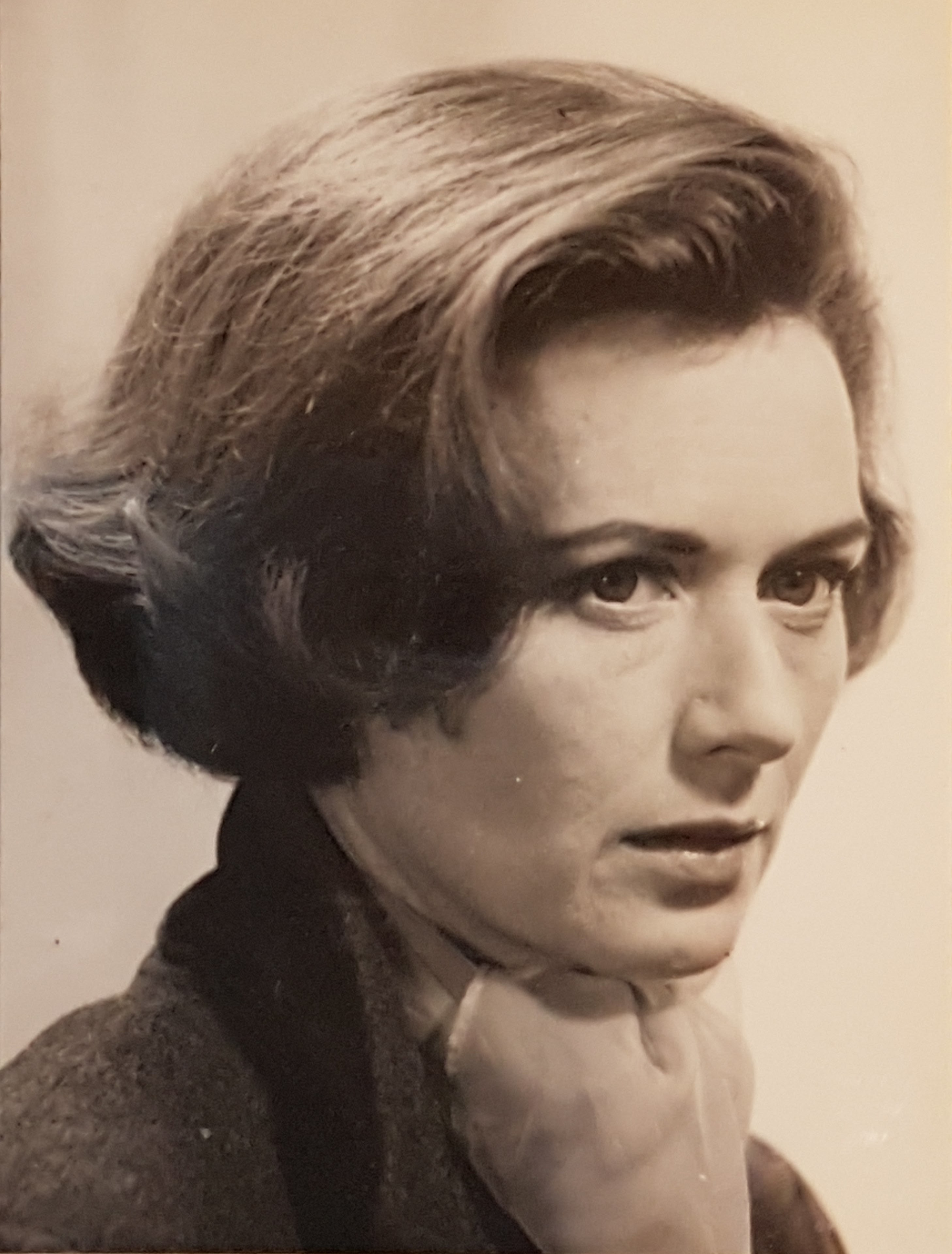

앤 길리스(Ann Gillis, 1927년 2월 12일 ~ 2018년 1월 31일)는 미국의 배우, 영화배우, 성우이다.
리틀록에서 태어났다.

## 영화
- 죽은 자의 청구서 (1998년)
- 2001 스페이스 오디세이 (1968년)
- 세인트(영어판) (1962년)
- 스테이지 도어 캔틴 (1943년)
- 밤비 (1942년) - 어른 펠린 목소리 역
- 나이스 걸 (1941년)
- 인간 에디슨 (1940년)
- 보 게스티 (1939년)
- 톰 소여의 모험 (1938년)